# Ko Ko Mo (grup de rock francès)
Ko Ko Mo és un grup psicodèlic de hard blues rock de Nantes format pel cantant/guitarista Warren Mutton i pel bateria Kevin "K20" Grosmolard, que també fa els cors. Amb una música molt influenciada pel grup de rock dur Led Zeppelin, el duet de Nantes va ser fundat l'any 2012. Va publicar tres discos i es va distingir notablement per les gires nacionals i internacionals així com les versions de Personal Jesus, publicat com a senzill el 2017. i més recentment Last Night a D.J. llançat com a senzill el 2020.

## Nom

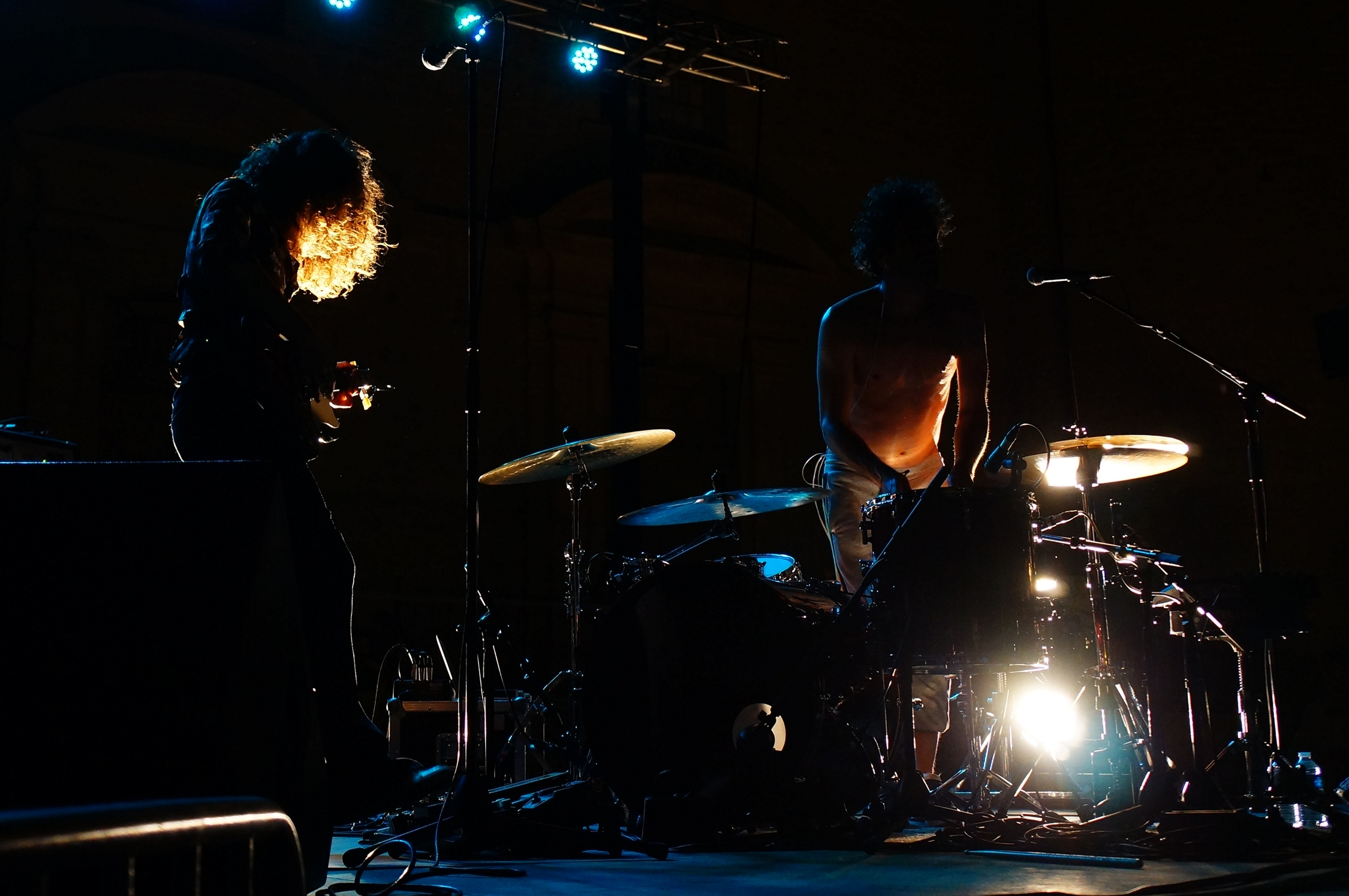
Ko Ko Mo a l'escenari del Festival de Música d'Aubenas el 2018

El nom del grup de Nantes fa referència al cantant i guitarrista de blues nord-americà James Kokomo Arnold així com d'un cap de la tribu nativa nord-americana de Miami, Ma-Ko-Ko-Mo,
Els dos membres de Ko Ko Mo, Warren Mutton i Kevin Grosmolard, es van conèixer i van fundar el grup l'any 2012. Van publicar el seu primer opus, un EP autoproduït titulat Stole my soul, el 2014. Van pujar a l'escenari el desembre de 2015 participant a les 37enes Transmusicales de Rennes.

## Estil musical i influències

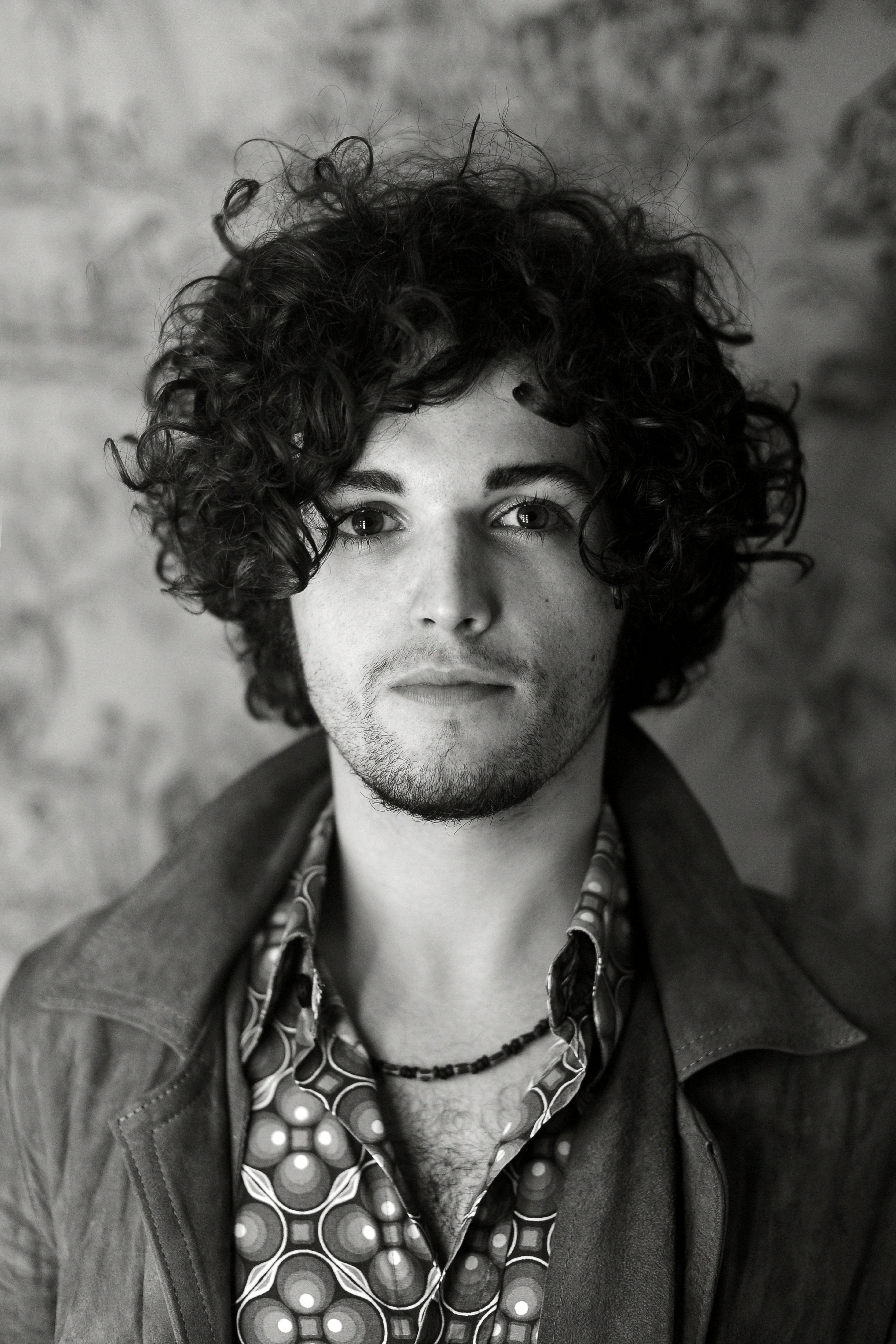
Warren Mutton. Ko Ko Mo. 2015

L'estil musical de Ko Ko Mo és el resultat de la barreja de les respectives influències de K20 i Mutton. El guitarrista i cantant reivindica influències del delta blues, mentre que K20 cita l'electro i el hip-hop. Citen sovint els artistes Rory Gallagher i Led Zeppelin. En l'evolució musical, tenen com a model comú Radiohead.Van aprendre a improvisar junts donant concerts en els bars, cosa que es troba en la majoria de les seves actuacions en directe. Ser duet és llavors un avantatge per poder mantenir-se en la mateixa clau, per exemple. La improvisació i el directe són essencials per a ells en la manera de percebre la seva música.

## Discografia
La llista següent pretén presentar i enumerar tots els àlbums, EP i senzills publicats pel grup:

### Àlbums d'estudi
| • Technicolor Life |
| --- |
| (LMP Musique/Les Disques En Chantier) 1. Pass It On 3:42 2. Cherokee Gal 3:01 3. Hard Time 5:44 4. Technicolor Life 3:56 5. Ring Your Time 3:24 6. Sad And Blu 3:47 7. Evening In Paris 3:57 8. VW Lady 4:17 9. Killing The Kid 3:24 10. Lil' Feather 4:16 |

| • Lemon Twins |
| --- |
| (LMP Musique/Les Disques En Chantier) 1. The Lemon Twins 1:55 2. Self Love Age 4:26 3. So Down 4:50 4. Ready For The Storm 5:55 5. White House Blues 4:13 6. Now Or Never 3:32 7. Interlude : Brothers 1:01 8. Shake Off Your Fear 5:06 9. 25 Again (feat: Leila Bounous) 6:23 10. Somewhere 5:27 |

| • Need Some Mo' |
| --- |
| (PIAS) 1. All Along 3:32 2. Blue Flashing Light 3:27 3. Need Some Mo' 2:48 4. Walls Get Closer 3:17 5. Tracking My Soul 3:39 6. Lead You Astray 3:27 7. Your Kiss 3:10 8. Ain't Gonna Give Up 3:32 9. Idiocracy Song 4:44 10. Breather 1:13 11. Non Essential Man 8:12 12. Last Night A DJ Saved My Life 3:10 |

| • Stole my soul                                                                                                |
| --- |
| (-) 1. Stole my soul 3:52 2. Monk for Lise 3:46 3. Brother's night 3:20 4. Black crow (in the white snow) 3:10 |

| • KO KO MO                                                             |
| ---------------------------------------------------------------------- |
| (-) 1. Cherokee Gal 3:05 2. Killing The Kid 3:21 3. Stole My Soul 3:37 |

| • Personal Jesus                                                                                     |
| --- |
| (LMP Musique/Les Disques En Chantier) 1. Personal Jesus Written-By – Martin L. Gore 2. Stole My Soul |

### Senzills
| • Last night a D.J. saved my Life                                        |
| ------------------------------------------------------------------------ |
| (LMP Musique/Les Disques En Chantier) 1. Last night a D.J. saved my Life |